# Copelatus badeni
Copelatus badeni är en skalbaggsart som beskrevs av Sharp 1882. Copelatus badeni ingår i släktet Copelatus och familjen dykare. Inga underarter finns listade i Catalogue of Life.